# Погорелка (Новосибірськс область)
Погорелка (рос. Погорелка) — присілок у Чановському районі Новосибірської області Російської Федерації.
Входить до складу муніципального утворення Погорельська сільрада. Населення становить 262 особи (2010).

## Історія
Згідно із законом від 2 червня 2004 року органом місцевого самоврядування є Погорельська сільрада.

## Населення
| 2002 | 2007 | 2010 |
| ---- | ---- | ---- |
| 384  | ↘345 | ↘262 |